# Sacomã
Sacomã es un distrito ubicado en la zona sudeste de la ciudad de São Paulo, Brasil. Administrativamente pertenece a la subprefectura de Ipiranga.  
Desde el punto de vista cultural y tradicional, el distrito de Sacomã está vinculado al distrito de Ipiranga. La región tradicionalmente denominada Sacomã corresponde a la zona comercial ubicada en los últimos bloques de Rua Silva Bueno, Rua Greenfeld, Rua Agostinho Gomes, Rua Manifesto y Rua Bom Pastor, donde está ubicada la terminal de autobuses de Sacomã (Ipiranga).

## Historia
El nombre original del distrito era Saccoman, en honor a la familia homónima de emprendedores franceses que poseía el "Estabelecimento Cerâmico Saccoman Frères", la primera gran fábrica de productos de cerámicos, especialmente azulejos, de Brasil. Parte de la zona que ocupaba la fábrica es hoy la Favela Heliópolis, la mayor de la ciudad de São Paulo. 
Históricamente fue una zona de ocupación proletaria con fuerte presencia de españoles e italianos. En el siglo XX sirvió de vivienda a los trabajadores industriales de Ipiranga, Mooca y el ABC Paulista. De este distrito parte la autopista Anchieta, punto de salida del municipio de São Paulo hacia el litoral paulista.
Recibió una nueva terminal de autobuses, la Terminal Sacomã, con autobuses procedentes de puntos de la Zona Sur de São Paulo y del ABC. Junto a esta terminal comienza la primera línea del Expresso Tiradentes.
El 30 de enero de 2010 se inauguró la Estación Sacomã, integrada en la terminal de autobuses "Expresso Tiradentes" (popularmente conocida como "Fura-fila"), perteneciente a la Línea 2 del Metro de São Paulo. A pesar de su nombre, dicha estación se encuentra en el vecino distrito de Ipiranga, próximo al barrio de Sacomã.

## Distritos limítrofes
- Ipiranga (norte)
- Municipio de São Caetano del Sur (este).
- Municipio de São Bernardo del Campo (sur).
- Cursino (oeste).